# Bolivar Peninsula
Pour les articles homonymes, voir Bolívar.
Bolivar Peninsula est une census-designated place située dans le comté de Galveston, dans l’État du Texas, aux États-Unis. Sa population s’élevait à 2 417 habitants lors du recensement de 2010.